# Łozuwatka (rejon krzyworoski)
Łozuwatka (ukr. Лозуватка) – wieś na Ukrainie, w obwodzie dniepropetrowskim, w rejonie krzyworoskim, siedziba hromady. W 2025 liczyła 6730 mieszkańców.